# Kiên Thành, Trấn Yên
Kiên Thành là một xã thuộc huyện Trấn Yên, tỉnh Yên Bái, Việt Nam.

## Địa lý
Xã Kiên Thành nằm ở phía tây của huyện Trấn Yên, có vị trí địa lý : 
- Phía tây và bắc huyện Văn Yên
- Phía nam giáp xã Hồng Ca
- Phía đông giáp xã Y Can và xã Quy Mông.

Xã Kiên Thành có diện tích 86,62 km², dân số năm 2019 là 3.955 người, mật độ dân số đạt 46 người/km².

## Hành chính
Xã Kiên Thành có 9 thôn, bản được chia thành 7 thôn: An Thịnh, Đá Khánh, Đồng Cát, Đồng Ruộng, Đồng Song, Kiên Lao, Yên Thịnh và 2 bản: Đồng Ruộng, Tầm Khầm.